# 아도니람 저드슨 고든

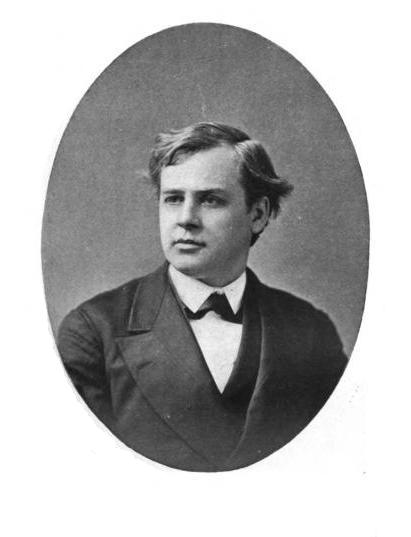

애도니럼 저드슨 고든(영어: Adoniram Judson Gordon, 1836년 ~ 1895년)은 미국의 침례교 목사이며, 작가이다. 고든은 고든 대학교(Gordon College)과 고든 콘웰 신학교(Gordon–Conwell Theological Seminary)을 창립했다. 또한 그는 드와이트 라이먼 무디와 아서 태펀 피어선과 함께 미국의 복음주의 운동을 주도하였다.
고든은 독감과 기관지염으로 병에 걸렸으며 1895년 2월 2일 59 세에 사망했다.